# Mary Byrne
Mary Byrne (Dublino, 3 novembre 1959) è una cantante irlandese.

## Biografia
Mary Byrne è salita alla ribalta nel 2010, quando ha partecipato alla decima edizione di The X Factor, dove è stata eliminata in semifinale, classificandosi quinta. La sua uscita dal programma ha avviato diverse controversie: la stessa cantante ha ribadito il fatto di aver ricevuto più voti rispetto a Cher Lloyd, ma di essere stata eliminata a causa del maggiore appeal verso le vendite di quest'ultima. Ha collaborato, insieme agli altri finalisti del talent, ad una cover di beneficenza di Heroes, arrivato in cima alla Official Singles Chart e alla Irish Singles Chart. Ha poi firmato un contratto con la Sony Music, pubblicando come singolo di debutto una reinterpretazione di I Just Call You Mine di Martina McBride, che ha raggiunto la 12ª posizione della classifica irlandese. Il primo album in studio, intitolato Mine & Yours, è uscito a marzo 2011 ed ha esordito in vetta alla Irish Albums Chart e in 6ª posizione alla Official Albums Chart. È risultato il 15º disco più venduto dell'anno in Irlanda.
A settembre del medesimo anno ha interrotto il suo contratto con la Sony Music a favore di uno con la Universal; il secondo album ...with Love è stato pubblicato a novembre e si è piazzato in 10ª posizione in Irlanda e in 28ª nel Regno Unito. Da allora ha piazzato altri due album nella Irish Albums Chart, Magic of the Musicals e Mary Sings the Sixties, rispettivamente in 10ª e 76ª posizione.

## Discografia

### Album in studio
- 2011 – Mine & Yours
- 2011 – ...with Love
- 2014 – Magic of the Musicals
- 2017 – Mary Sings the Sixties

### Singoli

#### Come artista principale
- 2011 – I Just Call You Mine

#### Come artista ospite
- 2009 – Heroes (come parte dei finalisti di The X Factor 2010)